# Hasards ou Coïncidences
Pour les articles homonymes, voir Coïncidence (homonymie).
Pour plus de détails, voir Fiche technique et Distribution.
Hasards ou Coïncidences est un film français réalisé par Claude Lelouch, sorti en 1998 qui a été tourné en France (Calvados), au Québec (Montréal et le long du St Laurent) et en Italie (Venise et région de Carrare).

## Synopsis
Myriam Lini, une danseuse étoile qui arpente le monde comme une châtelaine, voit sa vie basculer quand elle décide d'avoir un enfant. Elle perd l'homme qu'elle aime et doit accepter de voir sa carrière glisser sur une pente dangereuse. Quelques années plus tard, elle rencontre à nouveau l'homme de sa vie en la personne de Pierre Turi, un habile faussaire. Mais un accident va l'obliger à re-concevoir sa vie...

## Fiche technique
- Réalisation / scénario : Claude Lelouch
- Dialogue : Claude Bolling et Christian Gaubert
- Directeur artistique et décors : Jacques Bufnoir
- Costumes : Dominique Borg
- Photographie : Pierre-William Glenn
- Montage : Hélène de Luze
- Ingénieur du son Harald Maury
- Musique : Francis Lai et Claude Bolling
- Sociétés de production : Les Films 13, TF1 Films Production, SDA Productions, Neuilly Productions, FCC et UGC images
- Pays :  France
- Genre : comédie dramatique
- Durée : 116 minutes
- Date de sortie : 
  - France - 18 novembre 1998
- Visa n° 91 882

## Distribution
- Alessandra Martines : Myriam Lini
- Pierre Arditi : Pierre Turi
- Marc Hollogne : Marc Deschamps
- Véronique Moreau : Catherine Desvilles
- Patrick Labbé : Michel Bonhomme
- Laurent Hilaire : Laurent
- Geoffrey Holder : Gerry
- Luigi Bonino : le père de Myriam
- France Castel : la secrétaire du consul d'Italie
- Arthur Cheysson : Serge
- Sophie Clément : mère de Catherine
- Gaston Lepage
- Charles Gérard : l'homme sur le bateau
- Jacques Lavallée
- Vincenzo Martines : Mauro Lini
- David La Haye : le voleur
- Jango Edwards : lui-même

## Distinctions
- Nommé pour le César de la meilleure musique[1]
- Prix d'interprétation au Festival de Chicago pour Alessandra Martines[1]
- Sélection officielle (hors compétition) au Festival de Venise[1]
- Sélection officielle (hors compétition) clôture du Festival des films du monde de Montréal[1].